# Жалгискан
Жалгиска́н (каз. Жалғызхан) — село у складі Карасуського району Костанайської області Казахстану. Адміністративний центр та єдиний населений пункт Жалгисканського сільського округу.
Населення — 548 осіб (2021; 780 у 2009, 1117 у 1999, 1689 у 1989).